# Осеріан (футбольний клуб)
Футбольний клуб «Осеріан» або просто «Осеріан» (англ. Ulinzi Stars Football Club) — професіональний кенійський футбольний клуб з міста Найваша. Виступає в Національній суперлізі Кенії, головний спонсор — квіткова фірма «Осеріан».

## Історія
Заснований 1995 року в місті Найваша як «Осеріан Фастак». Під цією назвою двічі вигравав Прем'єр-лігу. Двічі брав учвсть у розіграшах континентальних турнірів, де найкращим результатом став виступ у Кубку КАФ 2001 року, в якому в другому раунді кенійці поступилися «Етуаль дю Сахель» з Тунісу. Проте після втрати підтримки спонсорів збанкрутував, через що клуб змушений був розпочати шлях від нижчих дивізіонів кенійського футболу. У 2004 році команда відродилася під назвою «АС Накуру». У 2011 році «Осеріан» виграв Національну суперлігу Кенії та вийшов до еліти кенійського футболу. Проте в Прем'єр-лізі закріпитися не зумів, посів 15-е підсумкове місце та понизився в класі. 
Найпринциповіший суперник, «Карітурі Спортс», матчі з цим суперником відомі під назвою «Дербі Найвіши».
Клуб має жіночу команду, яка виступає в Прем'єр-лізі.

## Досягнення
- Прем'єр-ліга Кенії
  -  Чемпіон (2): 2001, 2002
  -  Срібний призер (1): 2000

- Національна суперліга Кенії
  -  Чемпіон (1): 2011

## Статистика виступів на континентальних турнірах
| Сезон | Турнір             | Раунд      | Клуб                 | Вдома | На виїзді | Загалом     |
| ----- | ------------------ | ---------- | -------------------- | ----- | --------- | ----------- |
| 2001  | Кубок КАФ          | 1          | «Арабіка ФК Кірундо» | 2-1   | 3-1       | 5-2         |
| 2001  | Кубок КАФ          | 2          | «Етуаль дю Сахель»   | 4-2   | 0-2       | 4-4 (в. г.) |
| 2002  | Ліга чемпіонів КАФ | Попередній | «Мебрат Гейл»        | 1-0   | 2-1       | 3-1         |
| 2002  | Ліга чемпіонів КАФ | 1          | «Аль-Аглі»           | 0-0   | 1-2       | 1-2         |